# Grzybolubka purchawkowata

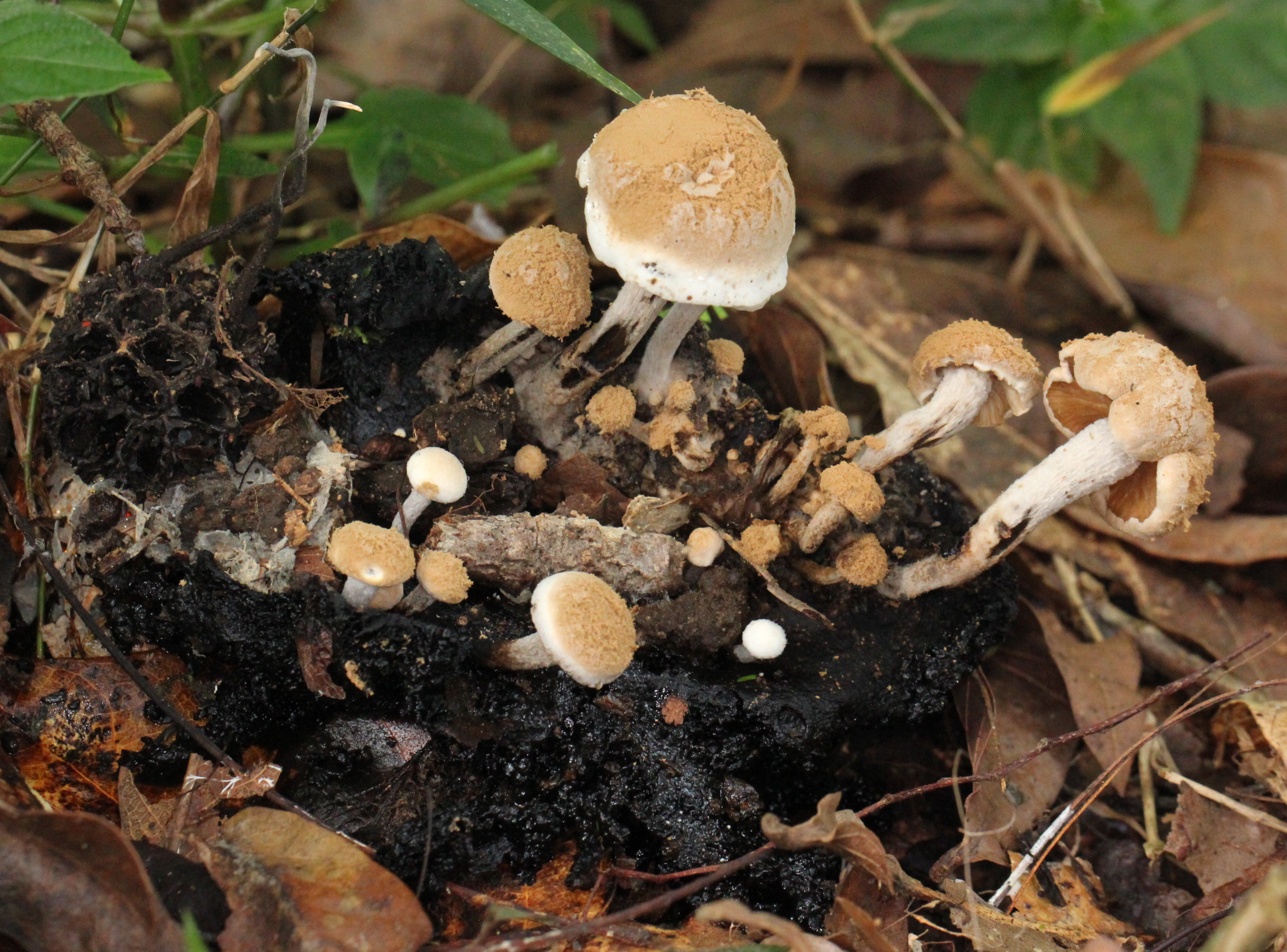

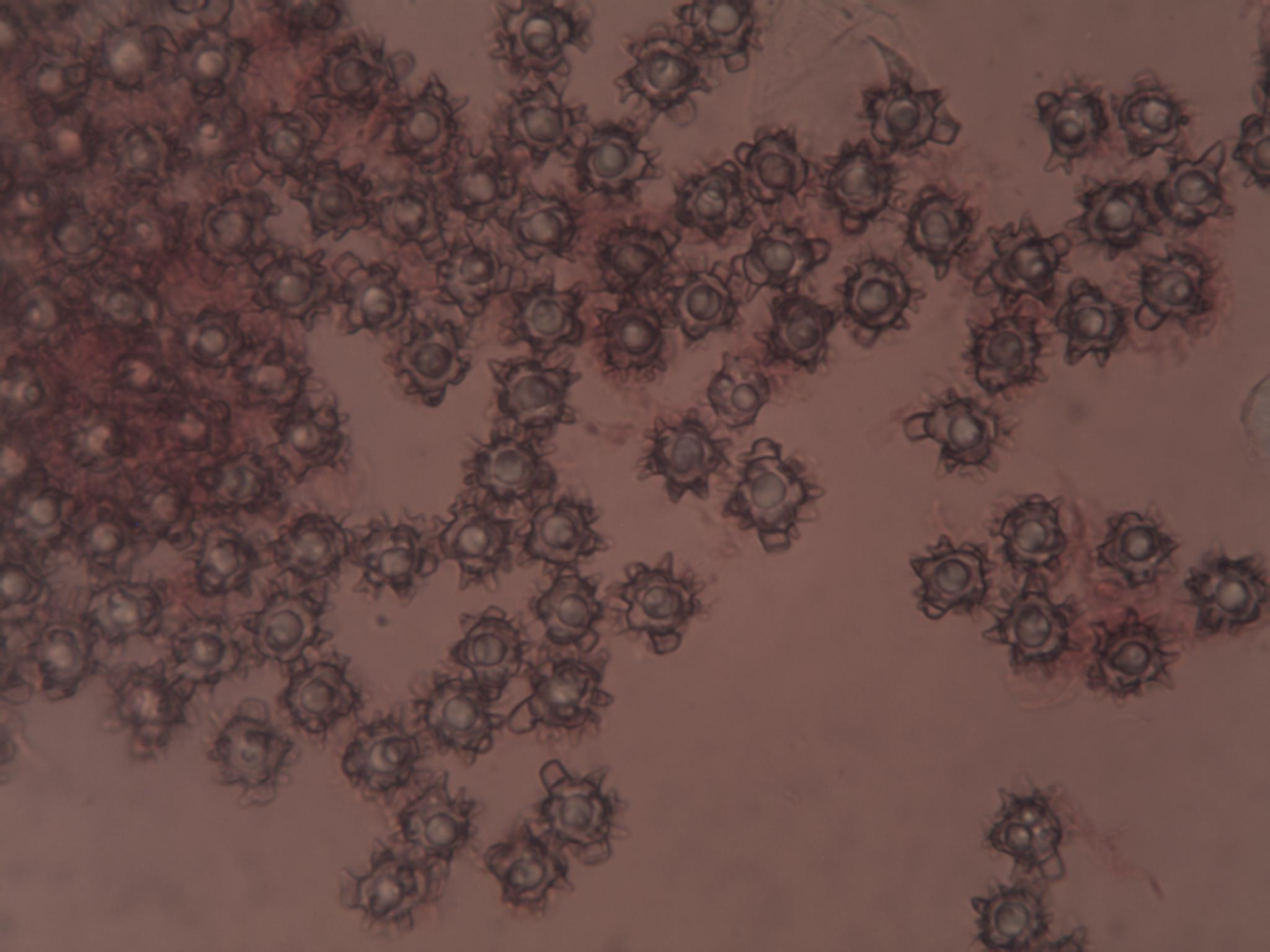
Zarodniki

Grzybolubka purchawkowata (Asterophora lycoperdoides (Bull.) Ditmar) – gatunek grzybów należący do rodziny kępkowcowatych (Lyophyllaceae).

## Systematyka i nazewnictwo
Pozycja w klasyfikacji według Index Fungorum: Asterophora, Lyophyllaceae, Agaricales, Agaricomycetidae, Agaricomycetes, Agaricomycotina, Basidiomycota, Fungi.
Po raz pierwszy takson ten zdiagnozował w roku 1784 Bulliard nadając mu nazwę Agaricus lycoperdoides. Obecną, uznaną przez Index Fungorum nazwę nadał mu w roku 1809 R.P.Fr. Ditmar, przenosząc go do rodzaju Asterophora.
Niektóre synonimy nazwy naukowej:
- Nyctalis agaricoides (Fr.) Bon & Courtec. 1989
- Nyctalis agaricoides f. nauseosa (Weinm.) Bon 1995
- Nyctalis asterophora f. major J.E. Lange 1933[2]/

Nazwę polską zaproponował Władysław Wojewoda w 1999 roku. Franciszek Błoński w 1896 r. opisywał ten gatunek pod nazwą nicniczka purchawkowata.

## Morfologia
Kapelusz
Średnica 1–2 cm, rzadko większy (3–4 cm), kształt od półkulistego do poduszeczkowatego. Młode owocniki są białawe, potem od pokrywających je zarodników stają się brązowawe
Trzon
Wysokość 1–3 (wyjątkowo do 4) cm, grubość 2–7 mm, walcowaty, wygięty, pokryty włókienkami. U młodych owocników białawy, u starszych o barwie od brązowej do czarniawej.
Blaszki
Słabo wykształcone, często w ogóle ich brak. Zazwyczaj są zredukowane i mają postać grubych żył o szerokości ok. 1 mm, są rzadkie, początkowo białawe, a później szarawe.
Miąższ
Białawo-kremowy. Ma mączny smak i zapach pochodzący prawdopodobnie od gnijącego miąższu żywiciela.
Cechy mikroskopowe
Wytwarza chlamydospory będące głównym sposobem rozprzestrzeniania się. Chlamydospory są owaloidalne, lub prawie kuliste, o powierzchni brodawkowatej lub kolczastej, wyglądem przypominające gwiazdę (stąd naukowa nazwa rodzaju Asterophora – niosąca gwiazdy). Mają wymiary 13–20 (22) × (8) 10–20 (22) μm. Rzadko wytwarza bazydiospory. Jeśli powstają, to zazwyczaj na blaszkach młodych owocników. Są elipsoidalno-jajowate, gładkie, bezbarwne o wymiarach (3,2) 5–6 (7) × (2) 3–4 (4,2) μm.

## Występowanie
Grzybolubka purchawkowata występuje w Ameryce Północnej, Środkowej i w Europie. W Azji podano jej stanowiska w Japonii i Korei. W piśmiennictwie naukowym na terenie Polski podano liczne stanowiska. Liczne i bardziej aktualne stanowiska podaje także internetowy atlas grzybów. W Polsce gatunek rzadki. Znajduje się na Czerwonej liście roślin i grzybów Polski. Ma status R – gatunek potencjalnie zagrożony z powodu ograniczonego zasięgu geograficznego i małych obszarów siedliskowych. Znajduje się na listach gatunków zagrożonych także w Holandii.
Występuje w lasach, zwłaszcza bukowych i jodłowych, spotykana jest także w parkach. Grzyb nagrzybny rozwijający się na owocnikach grzybów z rodzaju gołąbek (Russula), zwłaszcza na gołąbku podpalanym (Russula adusta) i gołąbku czarniawym (Russula nigricans), ale znajdywano ja także na mleczaju chrząstce (Lactarius vellereus), łysostopku wrzecionowatotrzonowym (Gymnopilus fusipes) i innych. Wytwarza owocniki od lipca do listopada, przeważnie w grupkach; na jednym okazie grzyba zazwyczaj jest od kilku do kilkunastu owocników grzybolubki. Wykazuje się dużą specjalizacją wobec żywiciela, a przy tym łatwo i szybko wytwarza owocniki na sztucznych pożywkach (np. na PDA).